# モナ・サーリン
モナ・インゲボルク・サーリン（スウェーデン語: Mona Ingeborg Sahlin[ˈmoːna saˈliːn]、1957年3月9日－　）は、スウェーデンの政治家、社会民主労働党の党首。「モナ・サーリン」とミドルネームを除いたフルネームで呼ばれることが多い。

## 経歴
1957年、ヴェステルノールランド県ソレフテオーに生まれる。父は元スウェーデン首相のイングヴァール・カールソンのアドバイザーを務めた経歴がある。
1973年、16歳の時に社会民主労働党党青年部に所属したことが、初めての政治参加となった。
1982年の総選挙で初当選し、25歳でリクスダーゲン（スウェーデン議会）で最年少の議員となり、1990年には労働大臣に就任する。しかし、すぐに与党が敗北したため、大臣を離れるが、1992年には女性初の社会民主労働党書記長となった。
1994年の選挙で再び社会民主労働党が返り咲くと、モナ・サーリンは男女平等問題担当相と副首相を担当する。
1995年にスキャンダルで辞職し、1996年から1997年にかけてテレビリポーターとして活躍したり、会社を経営していたが、1998年にヨーラン・ペーションが首相になると、彼女は無任所大臣に任命され、産業大臣などを担当し、2002年には民主政治担当大臣に任じられる。
2006年に与党が敗北し、ヨーラン・ペーションが引退を発表、女性党首の存在が求められていたこともあり、モナ・サーリンが女性初の社会民主党党首となった。
2010年の総選挙では、野党連合を率いて、与党穏健党（党首・フレドリック・ラインフェルト）率いる連合と争うも、敗北し女性初のスウェーデン首相とはならなかった。